# Sabacon altomontanus
Sabacon altomontanus is een hooiwagen uit de familie Sabaconidae.